# Valódi páfrányok
A valódi páfrányok vagy leptosporangiumos páfrányok (Pteridopsida, Polypodiopsida vagy Filicopsida) a harasztok törzsének (Pteridophyta) egyik osztálya. Nem tartoznak ide az ősharasztok (Psilotopsida) közé sorolt kígyónyelvpáfrányok (Ophioglossales), valamint a külön osztályt alkotó marattiapáfrányok (Marattiopsida).
Közös jellemzőjük, hogy nem a fejletlenebb eusporangium alakul ki náluk, mint a törzs többi osztályánál (zsurlók, ősharasztok, marattiapáfrányok), hanem egysejtrétegű leptosporangium, amelynek kialakulása eléggé egységes a csoporton belül. Az ősibb rendeknél (például királyharasztok) még nem minden esetben találunk leptosporangiumot, és az erősen specializált alakoknál (például mételyfüvek és rucaörömpáfrányok) a leptosporangium erőteljes módosulását láthatjuk. A genetikai vizsgálatok azonban biztossá teszik azt, hogy ezek a hajdanán külön osztályokban tárgyalt csoportok is ide, a Pteridopsida osztályba tartoznak, mi több, nagyon szépen beilleszkednek közéjük a kladogramon is.

## Rendszertan
A valódi páfrányokat a következő módon rendszerezzük:

### Filogenetikus osztályozás
- Törzs: Harasztok (Pteridophyta)
  - Osztály: Valódi páfrányok (Pteridopsida)
    - Rend: Királyharasztok (Osmundales)
    - Rend: Hymenophyllales
    - Rend: Gleicheniales
    - Rend: Schizaeales
    - Rend: Dicksoniales
    - Rend: Páfrányfák (Cyatheales)
    - Rend: Saspáfrányok (Pteridophytes)
    - Rend: Bordapáfrányok (Blechnales)
    - Rend: Korsópáfrányok (Davalliales)
    - Rend: Édesgyökerű páfrányok (Polypodiales)
    - Rend: Mételyfüvek (Marsileales)
    - Rend: Rucaörömpáfrányok (Salviniales)

### Hagyományos osztályozás
A tágabban értelmezett páfrányok közé sorolták korábban a zsurlók (Equisetopsida) kivételével a harasztok valamennyi csoportját. Az újabb filogenetikai eredmények szerint azonban az így kapott osztály nem volt monofiletikus.
A páfrányok ("Pteridopsida") régi rendszere (Hortobágyi Tibor: Növényrendszertan, 1976) a következő:
- Törzs: Harasztok (Pteridophyta)
  - Osztály: Páfrányok (Pteridopsida)
    - Alosztály: Őspáfrányok (Protopteridiidae)
    - Alosztály: Bokros őspáfrányok (Coenopterididae)
    - Alosztály: Előnyitvatermők (Archeopterididae)
    - Alosztály: Kígyónyelvpáfrányok (Ophioglossidae)
    - Alosztály: Marattiapáfrányok (Marattiidae)
    - Alosztály: Királypáfrányok (Osmundidae)
    - Alosztály: Valódi páfrányok (Polypodiidae)
      - Rend: Cyatheatae
      - Rend: Schizaeatae
      - Rend: Gímpáfrányok (Pteriditae)
      - Rend: Édesgyökerű páfrányok (Polypoditae)

    - Alosztály: Rucaörömpáfrányok (Salviniidae)
    - Alosztály: Mételyfüvek (Marsielidae)

## Ismertebb páfrányfajok
- Saspáfrány (Pteridium aquilium)
- Erdei pajzsika (Dryopteris filix-mas)
- Hölgypáfrány (Athyrium filix-femina)
- Királypáfrány (Osmunda regalis)
- A fodorkák (Asplenium) nemzetségéhez tartozó fajok
- Édesgyökerű páfrány (Polypodium vulgare)